# Контрол на автомобилния транспорт
Контрол на автомобилния транспорт, акроним КАТ е пътна полиция – орган за контрол и организация на пътното движение към Министерството на вътрешните работи. Първите правила за движението по пътищата и наказанията за неспазването им датират непосредствено след Освобождението. От 1950г., автомобилната инспекция се преименува в КАТ. 
Пътна полиция – КАТ е самостоятелно направление към Столичната дирекция на вътрешните работи.
За издаването на новите свидетелства за правоуправление на МПС, както и подмяната на новите регистрационни номера и талони, е създаден нов сектор: „Административно обслужване на гражданите“. Функционира също и сектор „Информационно аналитична дейност“, който следи регистрираните пътнотранспортни произшествия и ежедневно информира средствата за масово осведомяване.